# هنري ميرفي
هنري ميرفي هو قاضي ومحامي وسياسي كندي، ولد في 9 فبراير 1921 بمونكتون في كندا، وتوفي بنفس المكان في 26 نوفمبر 2006. حزبياً، نشط في الحزب الليبرالي الكندي. وقد انتخب عضو مجلس العموم الكندي.